# جيز هورنكامب
جيز هورنكامب (7 مارس 1998 - ) (بالهولندية: Jizz Hornkamp)‏ هو لاعب كرة قدم هولندي في مركز الهجوم. لعب مع نادي هيرنفين.

## وصلات خارجية
- جيز هورنكامب على موقع قاعدة بيانات كرة القدم.إي يو (الإنجليزية)
- جيز هورنكامب على موقع ليكيب (الفرنسية)
- جيز هورنكامب على موقع Soccerbase.com (لاعب) (الإنجليزية)
- جيز هورنكامب على موقع Soccerway.com (الإنجليزية)